# Eva-Maria Sperger
Eva-Maria Sperger (* 25. Dezember 1979) ist eine deutsche Trail- und Ultraläuferin.

## Werdegang
Eva-Maria Sperger ist ehemalige Radrennfahrerin und Thai-Boxerin, sie nahm erst mit Mitte 30 an Trailwettkämpfen teil und erreicht seither regelmäßig Top-Platzierungen. 2017 wurde sie Deutsche Meisterin im Ultratrail. Vom Trail-Magazin wurde sie 2019 und 2020 zwei Mal in Folge zur „Trailläuferin des Jahres“ gekürt.
2020 lief sie mit ihrem Partner von Garmisch-Partenkirchen nach Chamonix: 720 km und 55.000 Höhenmeter in 23 Tagen.
Sperger wurde vom DLV für die Teilnahme an den Berg- und Traillauf-Weltmeisterschaften 2023 in Innsbruck-Stubai nominiert, sie erreichte im Trail Long den 20. Platz (Teamwertung: 2. Platz).
Sperger ist Mitglied im Salomon Trailrunning Team Germany. Sie lebt in München und Garmisch-Partenkirchen, hat Psychologie studiert und ist beruflich als Psychotherapeutin tätig. Seit 2022 ist sie mit Johannes Schmid verheiratet.

## Sportliche Erfolge (Auswahl)
2016
- 1. Platz, Chiemgauer 100
- 1. Platz, Arberland Ultra Trail

2017
- 15. Platz, Transvulcania
- 1. Platz, Zugspitz Ultratrail: Supertrail XL (DUV-DM Ultratrail)

2018
- 5. Platz, Transgrancanaria 125 km
- 2. Platz, Eiger Ultra Trail 101 km
- 7. Platz, Transalpine-Run
- 17. Platz, Penyagolosa Trail (IAU Trail World Championships)

2019
- 1. Platz, Großglockner Ultra-Trail, Streckenrekord

2021
- 1. Platz, Adamello Ultra Trail 90 km

2022
- 1. Platz, Lindkogel Ultra Trail
- 6. Platz, Madeira Island Ultra Trail: MIUT 115 km
- 4. Platz, Zugspitz Ultratrail: Basetrail XL
- 10. Platz, Ultra-Trail du Mont-Blanc 170 km

2023
- 6. Platz, Transgrancanaria 84 km
- 20. Platz (Teamwertung: 2. Platz), Berg- und Traillauf-Weltmeisterschaften 2023: Trail Long
- 1. Platz, Restonica Trail: Ultra-Trail di Corsica 108,5 km[8]
- 4. Platz, Grand Raid de La Réunion: Diagonale des Fous 165 km[9]

2024
- 1. Platz, Tenerife Bluetrail 110 km
- 2. Platz, Eiger Ultra Trail 101 km
- 3. Platz, Ultra-Trail Cape Town 100 km

2025
- 1. Platz, Ultra Trail Lamer Winkel 55 km (3. Sieg)
- 2. Platz, Zugspitz Ultratrail 106 km
- 2. Platz, Eiger Ultra Trail: 101 km, aufgrund Wetterlage verkürzt auf 68,6 km